# Kreuzschlepper (Oberthulba, Obere Torstraße 8)

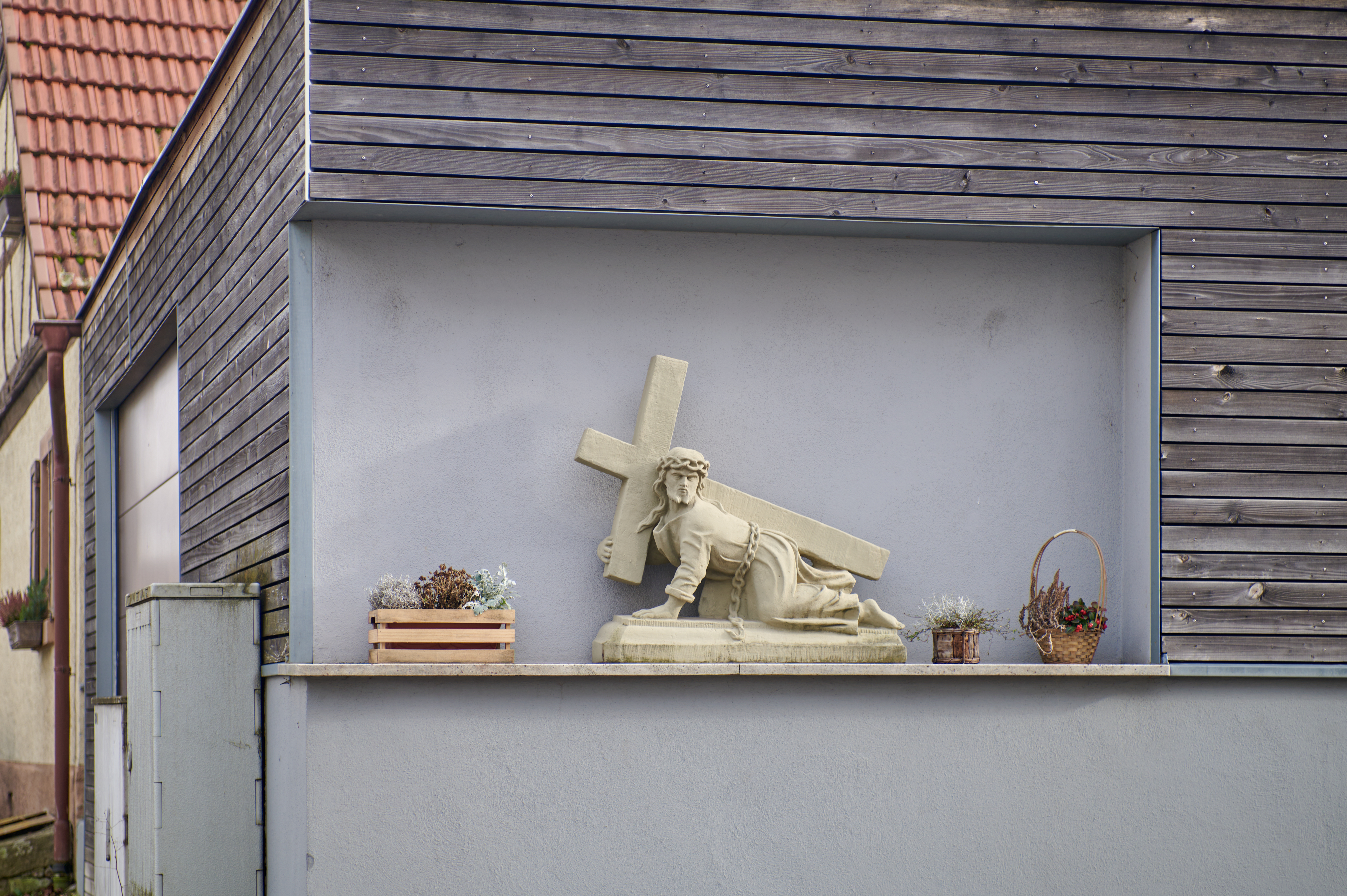
Kreuzschlepper in der Oberen Torstraße 8 in Oberthulba

Der Kreuzschlepper in der Oberen Torstraße 8 befindet sich im Markt Oberthulba im unterfränkischen Landkreises Bad Kissingen in der Oberen Torstraße 8. Er gehört zu den Baudenkmälern in Oberthulba und ist unter der Nummer D-6-72-139-8 in der Bayerischen Denkmalliste registriert.

## Beschreibung
Der Kreuzschlepper besteht aus gelbem Sandstein und stammt aus dem 18. Jahrhundert. Das Bildnis hat die Abmessungen 84 cm × 77 cm × 24 cm. Das Kreuz hat die Maße 96 cm × 11 cm × 9 cm. Der Querbalken ist 57 cm lang. Der Kreuzschlepper trägt keine Inschrift und keine Jahreszahl.